# Мёртвая тишина
«Мёртвая тишина́» (англ. Dead Silence) — фильм ужасов 2007 года. Премьера состоялась 16 марта 2007 года.

## Сюжет
Джейми и Лиза Эшены находят у себя под дверью посылку без обратного адреса. Открыв её, они достают из коробки жуткую куклу-чревовещателя. Лиза замечает, что это похоже на детский стишок про ведьму Мэри и её кукол. Затем Джейми отправляется в магазин, а Лиза остаётся одна. Она решает разыграть Джейми и кладёт куклу на кровать, накрыв её простынёй. Внезапно она перестаёт слышать все звуки, и наступает абсолютная тишина. В страхе Лиза подходит к кровати и хочет снять простыню с куклы, но кукла напрыгивает на неё и расправляется с ней.
Вернувшийся Джейми обнаруживает, что Лизы нигде не видно, однако он слышит её голос. Голос манит его к себе, и Джейми заходит в спальню, где с ужасом находит труп Лизы с вырезанным языком. В полиции не верят в его невиновность, так как никакие улики не указывают на посторонних лиц, и вообще, по словам Джейми, он слышал голос Лизы уже после того, как она умерла. Джейми же винит во всём куклу и её отправителя. В коробке под обивкой он находит надпись про старую чревовещательницу Мэри Шоу и представление, которое она много лет назад давала в его родном городе — Рэйвенс Фэйре. Джейми едет туда и навещает своего отца, которого не видел долгое время. Тот, оказывается, женился снова, и его новая жена Элла принимает Джейми очень радушно. Джейми спрашивает отца, не известно ли ему что-нибудь о Мэри Шоу, на что отец говорит, что это всего лишь старая легенда, и отказывается верить в связь между убийством Лизы и давно уже мёртвой чревовещательницей. В эту же ночь Джейми видит призрак Мэри Шоу и убеждается в том, что он на правильном пути.
Джейми хоронит Лизу и на кладбище встречается с полусумасшедшей старухой, женой гробовщика Генри, который делал гроб для Лизы. Старуха уверяет его, что Лизу убила «ведьма Мэри» и что ему надо закопать куклу. Обеспокоенный гробовщик извиняется перед молодым человеком и уводит жену домой. Джейми решает последовать её совету и вечером закапывает куклу на кладбище. Но, вернувшись в свой гостиничный номер, он совершенно неожиданно встречает там детектива полиции Липтона, который, к тому же, из интереса выкопал куклу. Джейми пытается доказать ему существование Мэри Шоу, однако детектив считает всё это бредом. На следующий день Джейми вместе с куклой отправляется к Генри и требует рассказать ему о Мэри Шоу.
Оказывается, много лет назад Мэри Шоу была знаменитой на весь город чревовещательницей и выступала в кукольном театре. На одном представлении мальчик по имени Майкл заявил, что у неё шевелятся губы, и кукла не живая. Через несколько дней после этого Майкл пропал, а после убили и Мэри Шоу. Согласно её завещанию, её похоронили вместе со всеми её куклами. Джейми отправляется в давно заброшенный театр и находит альбом, когда-то принадлежавший Мэри Шоу. В нём она делала пометки касательно кукол-чревовещателей; цель её жизни заключалась в том, чтобы сделать идеальную куклу. Также в альбоме находится старое объявление о пропаже того самого мальчика, и оказывается, что полностью его звали Майкл Эшен. Джейми бросается домой и спрашивает у отца, почему у пропавшего ребёнка была их фамилия. Тот объясняет, что Майкл — их предок и что после его пропажи несколько горожан устроили самосуд над Мэри Шоу, перед тем отрезав ей язык. А чревовещательница после своей смерти восстала из мёртвых и начала мстить им и их семьям. В этот момент в дом врывается Липтон и сообщает, что все куклы, похороненные вместе с Мэри Шоу, пропали из своих могил. Он подозревает Джейми и готовится арестовать его, но тому звонит Генри и приглашает его в заброшенный театр, потому что у него есть доказательства невиновности Джейми. Джейми и следующий за ним по пятам Липтон прибывают в театр, но это встреча оказывается ловушкой Мэри Шоу. Джейми догадывается поджечь её кукол, которые были перенесены ею сюда. Во время пожара и нападения Мэри Шоу Липтон погибает.
Джейми прибегает в дом Генри и видит его жену с трупом Генри на руках. По её словам, отец Джейми приходил сюда и забрал с собой ту самую куклу, с которой всё началось. В смятении Джейми возвращается домой, где находит чревовещателя и сжигает его. Тут ему открывается страшная правда: его отец всё это время был мёртв, а управляла им Элла — та самая «идеальная кукла» Мэри Шоу, в виде которой она переродилась. Элла перевоплощается в Мэри Шоу и убивает Джейми.

### Альтернативная концовка
В DVD-версию фильма вошёл ряд дополнительных сцен.
В альтернативной концовке Элла бьёт Джейми, когда тот обнаруживает, что его отец был марионеткой все это время. Она рассказывает, что у неё был муж, который относился к ней очень жестоко. Однажды он столкнул её с лестницы, и она потеряла ребёнка. Тогда Элла раскопала могилу, где был похоронен Билли, и её охватил дух Мэри Шоу. Элла делает семейное фото, а затем, будучи одетой как Мэри Шоу, рассказывает ребёнку сказку на ночь при свете свечи. Позже мы видим, что этот ребёнок — Джейми (уже без языка). Эта история — стихотворение. Элла указывает на то, что только тишина может спасти вас от Мэри Шоу. После этого она задувает свечу.

## В ролях
| Актёр          | Роль                 |
| -------------- | -------------------- |
| Райан Квонтен  | Джейми Эшен          |
| Эмбер Валлетта | Элла                 |
| Донни Уолберг  | детектив Джим Липтон |
| Боб Гантон     | Эдуард Эшен          |
| Лора Риган     | Лиза Эшен            |
| Зои Рэй        | женский голос кукол  |
| Коуди Аренс    | мужской голос кукол  |
| Джудит Робертс | Мэри Шоу             |
| Майкл Фэйрмэн  | Генри                |
| Кейр Гилкрист  | Генри в молодости    |